# František Půža
František Půža (28. září 1872 Přibyslav – 2. března 1932 Přibyslav) byl český lékař, který se zabýval rovněž dějinami Přibyslavska.

## Život a dílo

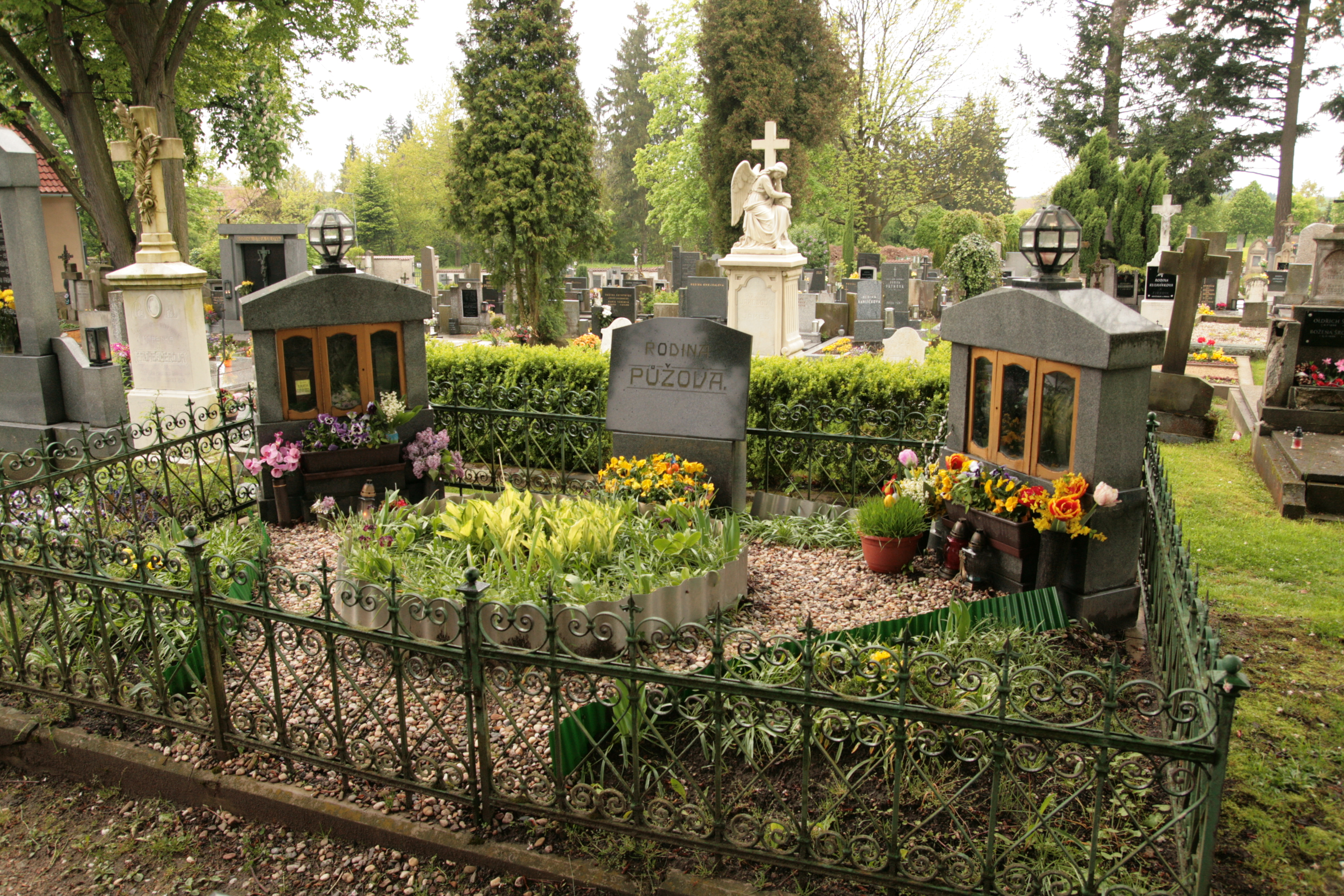
Místo posledního Půžova odpočinku

Narodil se jako prvý syn ze šesti dětí přibyslavského kováře a malorolníka Jana Půži. Po ukončení docházky do obecné školy v rodném městě pokračoval na gymnáziu v tehdy ještě Německém Brodě. Po maturitě se zapsal na lékařskou fakultu v Praze, kde promoval dne 30. září 1899. Ihned po studiích absolvoval na několika lékařských pracovištích tehdy předepsanou praxi, aby posléze nastoupil jako vojenský lékař do armády. Vojenské prostředí mu nebylo příliš vlastní, proto opustil armádu a nastoupil jako městský lékař v Kynšperku. V roce 1910 se vrátil do Přibyslavi jako obvodní lékař. Od roku 1912 zastával také funkci školního lékaře za konstantní částku 1 koruny za jednoho žáka a jeden školní rok. Městská pamětní kniha označuje MUDr. F. Půžu jako lékaře - lidumila.
Přesáhl svým významem rámec města nikoli jako lékař, ale jako regionální historik. Třebaže se o historii zajímal ve volných chvílích, mohl by být považován za pouhého amatéra v tomto oboru, přesto jeho díla mají v mnoha směrech vysokou odbornou úroveň. Mnohdy se na jeho poznatky ve svých pracích odvolávají ještě dnes renomovaní historici. Zásluhy F. Půži jsou v tomto směru nemalé, i když dnešní bádání přináší nové poznatky, které byly v tehdejší době nedostupné.
Jeho nejznámějším dílem je Kronika přibyslavská, která vyšla v roce 1914. Toto dílo je dodnes ve velké oblibě, v roce 2006 vyšla jeho reedice. Je poněkud udivující, že právě první vydání této knihy se setkalo s nepochopením u městské rady. František Půža nabídl totiž toto své ucelené dílo jako dar městu Přibyslav, ale byl odmítnut s tím, že město nemůže krýt výdaje spojené s vydáním. To však autora neodradilo, i když zarazilo a vydal kroniku vlastním nákladem. V roce 1931 se mu však dostalo satisfakce, protože byl obecním zastupitelstvem jmenován čestným občanem města. Zemřel roku 1932 dne 2. března na cestě za nemocným nížkovským pacientem.
Spolu se svým bratrem Janem se stal iniciátorem založení muzejního spolku. A nejen to. Byl jeho aktivním členem, který obohatil činnost vznikajícího městského muzea nejedním exponátem, a nebo zajímavou historickou přednáškou.
Dále působil v řadách divadelních ochotníků a na dlouhá léta se stal režisérem tohoto spolku. Pod jeho vedením nastudovali místní herci řadu představeni.
Již za studií v Praze se stal členem místního Sokola, kde byl platným členem.

## Spisy
- PŮŽA, František. Kronika Přibyslavská : podle různých pramenů sestavil František Půža. Přibyslav: Společenstvo různých živností v Přibyslavi, 1914. 408 + VI obr. s.
- PŮŽA, František. Žižkovo pole u Přibyslavě. Chrudim: Vlastivěd. museum pro vých. Čechy, 1924. 17 s.
- PŮŽA, František. Církevní poměry na panství polensko-přibyslavském v 16. a 17. století. Chrudim: vlastní náklad, 1925. 15 s.
- PŮŽA, František. Poddanství lidu vesnického na bývalém panství polensko-přibyslavském. Přibyslav: Okresní organisace rep. strany, 1937. 143 s.